# Wagnergasse (Weimar)

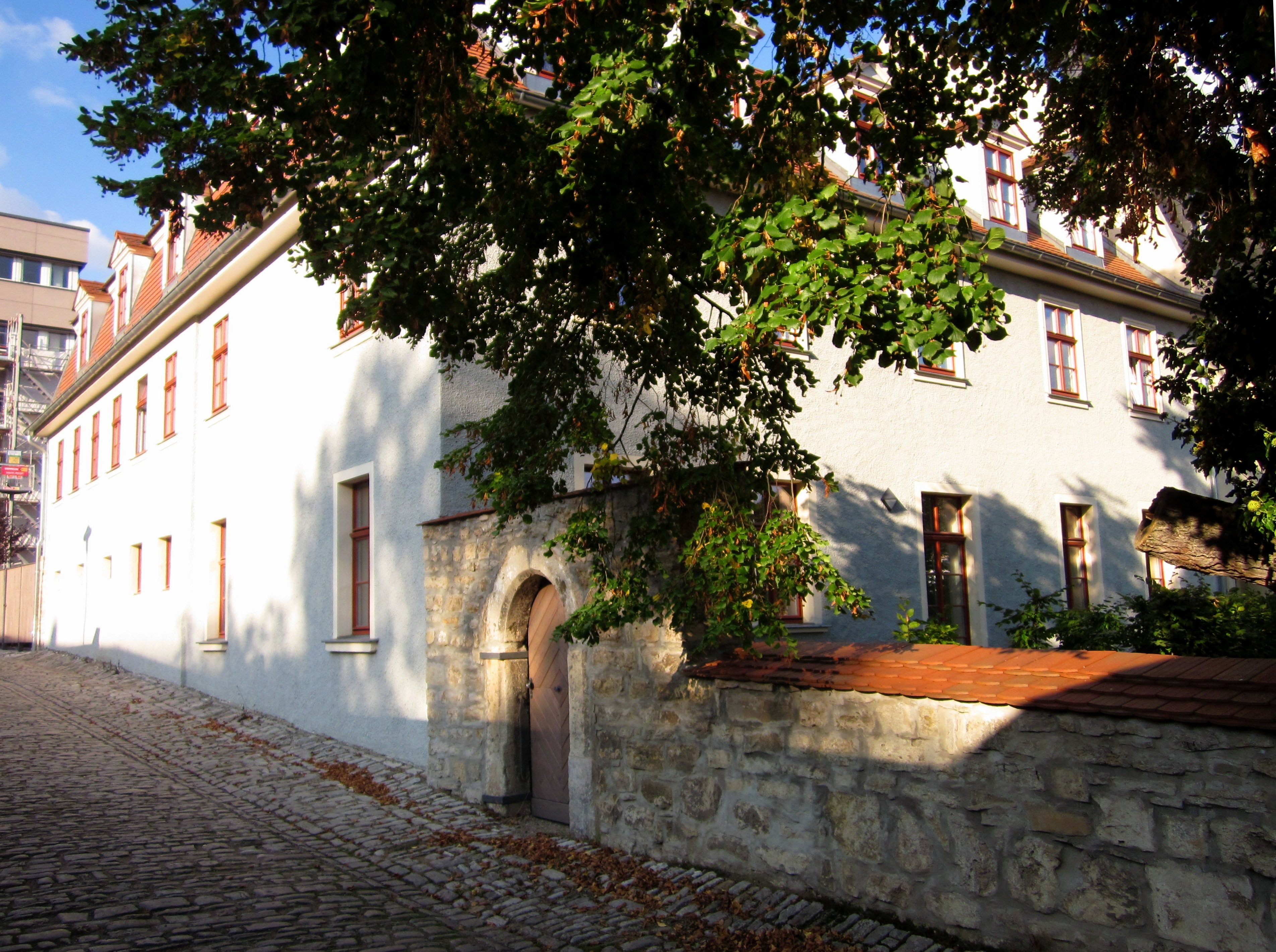
Wagnergasse 36

Die Wagnergasse ist ein vom Brühl bis zur Jakobstraße reichender Straßenzug, der einst zum Töpferviertel in der Jakobsvorstadt gehörte. Die Wagnergasse ist Anliegerstraße und zugleich Zufahrtsweg. Benannt wurde sie 1813 nach der alten Wagnerzunft.

## Geschichte
Der Schriftsteller Wilhelm Bode (1862–1922) wohnte in der Wagnergasse 17 wohnte und schrieb insbesondere über Goethe. Das Haus wurde 1937 von den Nationalsozialisten niedergerissen.  An der Ecke zum Brühl befindet sich der Bodebrunnen. Das auf der Liste der Kulturdenkmale in Weimar (Einzeldenkmale) stehende Wohnhaus Wagnergasse 28 existiert laut Denkmalliste angeblich seit 2015 nicht mehr. Auf alten Fotos war allerdings die Wagnergasse 28 mit dem des Scharfrichterhauses Wagnergasse 36 identisch. Auf dem Grundstück Wagnergasse 19 wurde ein Töpferofen aus dem 13./14. Jahrhundert gefunden. Er gehörte zu den Töpferwerkstätten, die wegen der Brandgefahr sich außerhalb der mittelalterlichen Stadtmauern ansiedeln mussten. Zwischen Brühl und Wagnergasse gab es einst die Große Töpfergasse und die Kleine Töpfergasse. Die Ansiedlung der Töpfer in diesem Gebiet wurde noch durch das Vorhandensein von Tonvorkommen begünstigt. In  der Wagnergasse 36 befand sich die ehemalige Scharfrichterei. Das über 300 Jahre alte Gebäude ist noch erhalten. Erhalten ist auch die historische Pflasterung.
Die gesamte Wagnergasse  steht auf der Liste der Kulturdenkmale in Weimar (Sachgesamtheiten und Ensembles).